# Lindaspio sebastiena
Lindaspio sebastiena is een borstelworm uit de familie Spionidae. De wetenschappelijke naam van de soort werd in 2003 gepubliceerd door G. Bellan, J.C. Dauvin en L. Laubier.